# Округ Завала (Тексас)
Округ Завала (енгл. Zavala County) је округ у америчкој савезној држави Тексас. По попису из 2010. године број становника је 11.677.

## Демографија
Према попису становништва из 2010. у округу је живело 11.677 становника, што је 77 (0,7%) становника више него 2000. године.
| Група             | 2000.          | 2010.          |
| Белци             | 924 (8,0%)     | 647 (5,5%)     |
| Афроамериканци    | 57 (0,5%)      | 89 (0,8%)      |
| Азијати           | 10 (0,1%)      | 4 (0,0%)       |
| Хиспаноамериканци | 10.582 (91,2%) | 10.961 (93,9%) |
| Укупно            | 11.600         | 11.677         |